# Francesco Sizi
Francesco Sizi fue un astrónomo italiano renacentista que negó la posibilidad de que existieran satélites girando en torno a Júpiter, rechazando lo que Galileo Galilei decía haber observado con su telescopio. El argumento utilizado por Sizi actualmente es considerado un caso prototipo de falta de relevancia explicativa:

«Hay siete ventanas en la cabeza, dos orificios nasales, dos orejas, dos ojos y una boca; así en los cielos hay dos estrellas favorables, dos que no son propicias, dos luminarias, y Mercurio, el único que no se decide y permanece indiferente. De lo cual, así como de muchos otros fenómenos de la naturaleza similares –los siete metales, etc.–, que sería tedioso enumerar, inferimos que el número de los planetas es necesariamente siete… Además, los satélites son invisibles a simple vista, y por tanto no pueden tener influencia sobre la Tierra, y por tanto serían inútiles, y por tanto no existen.»